# Indaiatuba
Indaiatuba este un oraș în São Paulo (SP), Brazilia.